# Japans underhus

Japans representanthus (衆議院 (shūgiin?)) är underhuset i Japans parlament. Kammaren har 465 ledamöter som väljs på fyra år långa mandatperioder. Även om mandatperioden i sig innefattar 4 år, brukar parlamentssessionen hålla i ungefär 3 år, då premiärministern upplöser kammaren och utlyser nyval.

## Historia
Representanthuset inrättades som underhuset i en tvåkammarriksdag efter proklamerandet av Meijiförfattningen år 1889 som Kejsardömet Japans konstitution. Likt parlament i Europa på den tiden var rösträtten begränsad, endast män över 20 år som hade betalat 15 yen eller mer i skatt och varit bosatta i sin prefektur i över ett år hade rösträtt. Vid det första valet år 1890 hade endast drygt 1,1% av landets befolkning rösträtt till underhuset varav 91% var ofrälse och 9% från den gamla krigaradeln. Valet vanns av reformsinnade liberaler och kammaren löstes upp av kejsaren två år senare. Herrehuset, det gamla japanska överhuset, besatt mycket större befogenheter och först då Japans efterkrigskonstitution författades på order av USA år 1946 erhöll det folkvalda underhuset sådan makt att en parlamentarisk demokrati kunde skapas.

## Struktur och befogenheter
Av det japanska parlamentets båda kammare anses underhuset idag vara det mäktigaste då det, utifall att överhuset blockerar ett lagförslag, med två tredjedelars majoritet kan driva igenom lagförslaget i alla fall. Gällande fördrag, budget och val av premiärminister kan överhuset på sin höjd fördröja ett godkännande, aldrig stoppa det.
Ledamöter väljs på fyraåriga mandat men Representanthuset kan lösas upp i förtid av kejsaren på premiärministerns förfrågan. Detta förekommer vanligtvis på premiärministerns eget initiativ eller vid en lyckad misstroendeförklaring mot den sittande regeringen.

### Val
Rösträtt har japanska medborgare över 18 år med begränsningar för omyndigförklarade samt brottslingar dömda för bl. a. våldsbrott och valfusk. Valbara är japanska medborgare över 25 års ålder som inte fällts för mutbrott inom en femårsperiod före valet. Dessutom måste kandidater lämna en deposition på tre miljoner yen för att ställa upp i enmansvalkretsar och sex miljoner för att ställa upp på partilistor.
De 465 mandaten delas upp på 289 enmansvalkretsar och 11 valkretsar med proportionellt valsystem för resterande 176 platser.

### Nuvarande styre
Senaste val hölls 31 oktober 2021 och koalitionen LDP + Kōmeitō har återigen bildat en regering. Mandatperioden har dock inte varit smärtfri, då premiärministern Fumio Kishida har valt att lösa upp sin första regering och bilda en ny efter mordet på Shinzo Abe på grund av ministrars kopplingar till Enighetskyrkan. 
Den andra regeringen har blivit omformad senare en gång till. Kishida förklarar att anledningarna till omformationen av regeringen är att kunna fokusera på frågor som rör Covid-19 pandemi, global inflation, Ukrainakriget och spänningar runt om Taiwan.